# Frankenthal, Renania-Palatinat
Frankenthal este un oraș district urban în Renania-Palatinat, Germania. 

## Orașe înfrățite
- Strausberg - Germania

1. ↑   https://www.frankenthal.de/stadt-frankenthal/de/rathaus/verantwortliche/oberbuergermeister/, accesat în 10 martie 2025 Lipsește sau este vid: |title= (ajutor)
2. ↑  Alle politisch selbständigen Gemeinden mit ausgewählten Merkmalen am 31.12.2018 (4. Quartal) (în germană), Statistisches Bundesamt[*], arhivat din original la 10 martie 2019, accesat în 10 martie 2019
3. ↑   https://www.destatis.de/DE/ZahlenFakten/LaenderRegionen/Regionales/Gemeindeverzeichnis/Administrativ/Aktuell/05Staedte.html Lipsește sau este vid: |title= (ajutor)